# Billerbeck (westfälische Adelsgeschlechter)
Billerbeck ist der Name von mehreren westfälischen, genauer münsterländischen Adelsgeschlechtern, die ihren Namen von der Stadt Billerbeck im heutigen Kreis Coesfeld in Nordrhein-Westfalen ableiten.
Von den hier behandelten westfälischen Geschlechtern ist ein stammverschiedenes, niedersächsisch-pommersches Geschlecht von Billerbeck zu unterscheiden, welches 1301 bei Lüneburg urkundlich erscheint und sich nach Mecklenburg, Brandenburg und Pommern ausbreiten konnte.

## Herren von Billerbeck I
Schon 1092 saßen die Herren von Billerbeck (I) auf dem namensgebenden Stammhaus Haus Billerbeck. In jenem Jahr erscheinen Theodericus de Bilribechi und sein Sohn Haboard als Urkundenzeugen für den Münsteraner Bischof Erpho. 1154 bis 1160 befand sich Arnold de Billerbeke im Gefolge des Münsteraner Bischofs Friedrich II. von Are. Häufig kommen auch Brunstenus und Rutcherus de Bilrebeke im Zeitraum 1170 bis 1180 in Urkunden Münsteraner Bischöfe vor. Bei der Stadterhebung Coesfelds 1197 waren die Brüder Rutger und Johann von Billerbeck im Gefolge des Münsteraner Bischofs Hermann II. von Katzenelnbogen. Im 13. Jahrhundert errichteten die Herren von Billerbeck südlich der Stadtmitte von Billerbeck die Kolvenburg. Außerdem besaßen sie 1600 Eggelburg, 1379, 1518 und 1600 Burg Nienborg, 1491 den Nienhof im Kirchspiel Leyden, 1379 Ochtrup sowie 1379 Wessum. Das Geschlecht ist um etwa 1650 erloschen.
Blasonierung des Stammwappens: In Gold drei (2:1) rote Rosen. Auf dem gekrönten Helm ein goldener Pfauenbusch. Die Helmdecken in rot-gold.

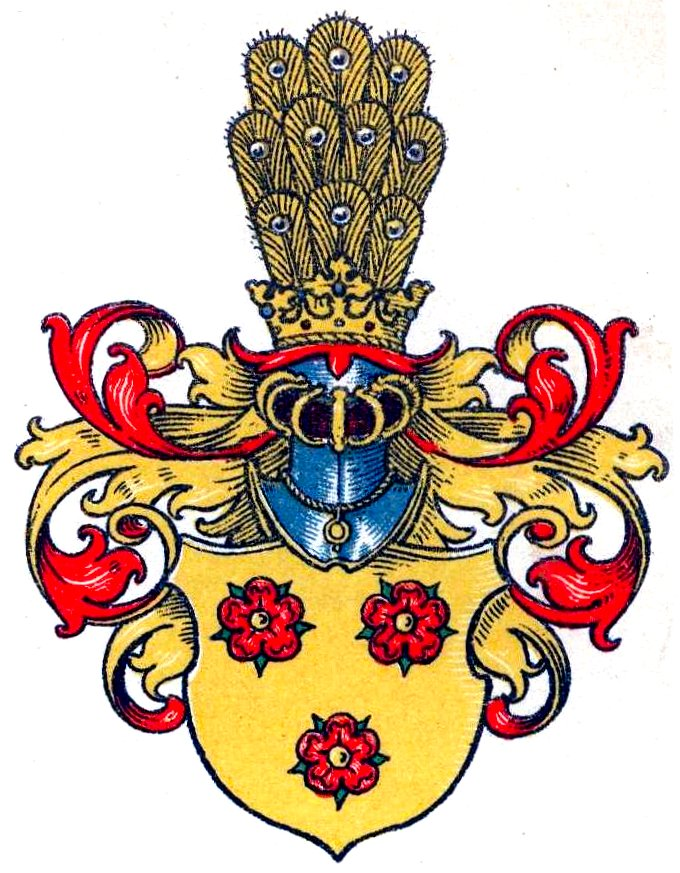
Wappen derer von Billerbeck I bei Spießen

Folgende Persönlichkeiten gehörten zu diesem Geschlecht:
- Bernhard von Billerbeck († im 13. Jahrhundert), Vizedominus und Domherr in Münster.
- Bernhard von Billerbeck (Domherr) († 1336), Domherr in Münster.
- Brunsten von Billerbeck († 1297), Domdechant und Domherr in Münster.
- Hermann von Billerbeck († im 14. Jahrhundert), Beauftragter des Münsteraner Bischofs am päpstlichen Hof und Domherr in Münster.

## Herren von Billerbeck II
Das in Billerbeck nur vereinzelt durch entsprechende Siegelabdrücke dokumentierte Geschlecht war ein Zweig der Herren von und zur Mühlen und saß auf dem bischöflichen Amtshof in Billerbeck. Das Geschlecht stellte die örtlichen Stadtrichter. Im Siegel des 1442 auftretenden Gert von Billerbecke und auch an einem Epitaph in der Kirche in Legden findet sich folgendes Wappen: Im gespaltenen Schild rechts drei schrägrechte Bäche, links drei (2:1) Rosen. Tingierung und Helmzier sind nicht bekannt. Die drei rechtsschrägen Bäche wurden von der Stadt Billerbeck als Wappen angenommen.

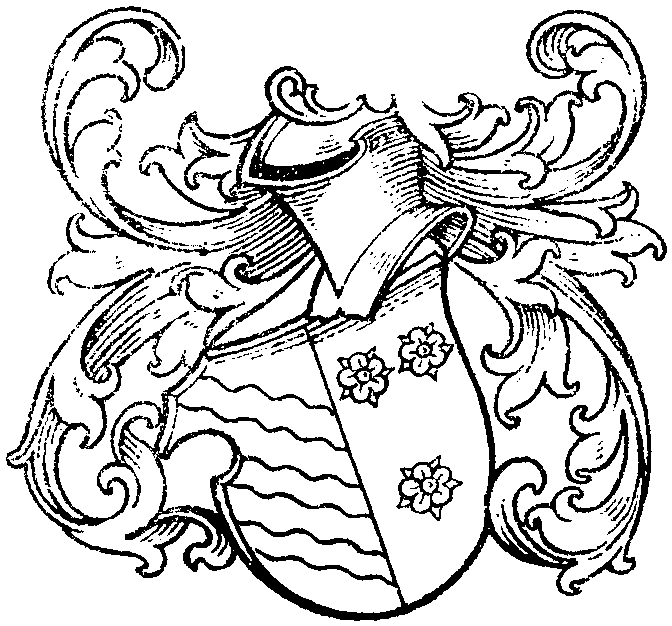
Wappen derer von Billerbeck II bei Spießen
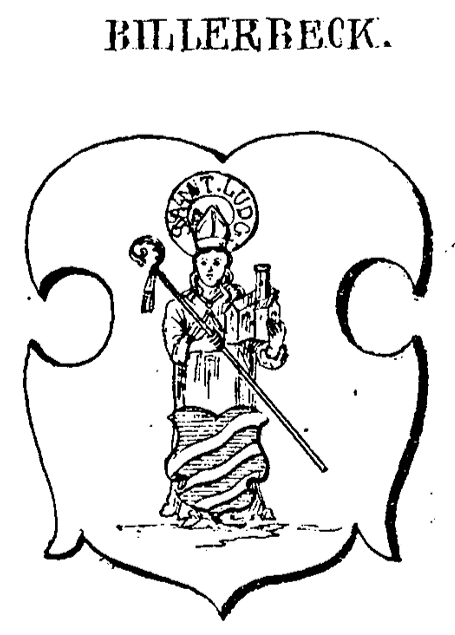
Wappen der Stadt Billerbeck bei Siebmacher
Heutiges Wappen der Stadt Billerbeck

## Herren von Billerbeck III
Die Herkunft des Geschlechts ist nicht bekannt. Das Geschlecht führte ein Siegel mit drei (2:1) Lilien. Tingierung und Helmzier des Wappens sind nicht überliefert. Ein Hermann von Billerbeck ist 1400 der Letzte dieses Geschlechts.

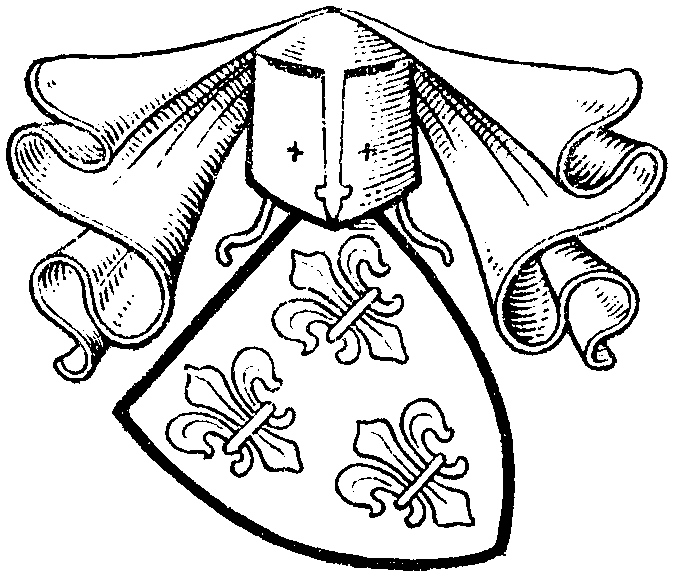
Wappen derer von Billerbeck III bei Spießen